# Жан Батист Перрен
Жан Бати́ст Перре́н (фр. Jean Baptiste Perrin, 30 вересня 1870, Лілль, Франція — 17 квітня 1942, Нью-Йорк, США) — французький фізик, лауреат Нобелівської премії з фізики у 1926 році «за роботу з дискретної природи матерії й особливо за відкриття седиментаційної рівноваги».

## Біографія
У період з 1894 по 1897 рік займався вивченням катодних і рентгенівських променів. У 1897 році йому отримав ступінь доктора наук (docteur ès sciences) за дисертацію про катодні і рентгенівські промені. У тому ж році він став читати лекції у Сорбонні. У 1910 році Перрен став професором і залишався на цій посаді до окупації німецькими військами під час Другої світової війни.
У 1895 році Перрен показав, що катодні промені мають корпускулярну природу і мають негативний електричний заряд. Також Перрен визначив значення числа Авогадро декількома методами. Крім того він пояснив джерело сонячної енергії — термоядерні реакції за участю водню.
Після публікації Ейнштейном у 1905 році теоретичної роботи про атомарну природу Броунівського руху, Перрен поставив експеримент з метою перевірки тверджень Ейнштейна та завершив, таким чином, столітню дискусію про атомну теорію Джона Дальтона. У 1926 році Перрен отримує Нобелівську премію з фізики.
Під час Першої світової війни Перрен був офіцером інженерного корпусу. Під час німецької окупації Франції Перрен виїхав у 1940 році до США, де і помер у Нью-Йорку. Після війни, у 1948 році, останки Перрена були перевезені до Франції на борту військового корабля Жанна Д'Арк і поховані у Пантеоні.
Жан Батист Перрен був батьком Франсіса Перрена — також фізика. Серед відомих студентів Перрена слід виділити П'єра Віктора Оже.
Перрен є лауреатом багатьох нагород, серед яких були премія Джоуля Лондонського королівського товариства у 1896 році та La Caze Prize від Паризької академії наук. Двічі Перрен призначався членом Солвеєвського комітету — в 1911 та 1921 роках. Також він був членом Лондонського королівського товариства та Бельгійської, Шведської, Туринської, Румунської і Китайської академій наук. У 1926 році Перрен став командором Почесного легіону, а також командором ордена Леопольда (Бельгія).
Перрен є автором численних книг та дисертацій. Найвідомішими є: «Rayons cathodiques et rayons X» (катодні та рентгенівські промені); «Electrisation de contact» (контактна електрика); «Réalité moléculaire» (молекулярна реальність); «Matière et Lumière» (матерія і світло); «Lumière et Reaction chimique» (світло і хімічні реакції).